# Haverfordwest County AFC
Haverfordwest County AFC (wal.: Clwb Pêl-droed Sir Hwlffordd) ist ein walisischer Fußballverein aus Haverfordwest und spielt derzeit in der Division One.

## Geschichte
Der Verein wurde am 7. Dezember 1899 gegründet. Im Laufe der Jahre gab es mehrere Namensänderungen. Im Jahr 1936 wurde er in die walisische Liga eingegliedert. Das Stadion Bridge Meadow wurde die Heimat des Klubs.
Nach dem Krieg wurden viele Derbys gegen Milford United und Pembroke Borough ausgetragen. 1954 musste der Verein jedoch absteigen. Doch zwei Jahre später wurde die Meisterschaft in der Division 2 gewonnen. Im folgenden Jahr wurde der Name in Haverfordwest County AFC geändert.
1992 beteiligte sich der Verein an der neu gegründeten Liga von Wales. Nach nur zwei Spielzeiten wurde der Verein durch die Football Association of Wales aus der 1. Liga genommen. Der Verein war nicht in der Lage, das marode Stadion zu modernisieren und eine geeignete Alternative zu finden. Bis 1997 spielte man in der zweiten Liga. Dort wurde die Meisterschaft geholt.
Das Stadion wurde inzwischen restauriert und war auf einem Niveau, das dem Standard entsprach. In der Saison 2003/04 und ein Jahr später sprang in der 1. Liga jeweils der 4. Platz heraus. Ende der Saison 2011/12 musste man den Gang in die 2. Liga wieder antreten, ehe 2015 der Wiederaufstieg gelang.

## Namensänderungen
- 1899 – Haverfordwest FC
- 1901 – Haverfordwest Town
- 1936 – Haverfordwest Athletic
- 1956 – Haverfordwest AFC

## Platzierungen
| Saison  | Liga    | Tore   | Pkt. | Platz |
| ------- | ------- | ------ | ---- | ----- |
| 1992/93 | 1. Liga | 66:66  | 53   | 10    |
| 1993/94 | 1. Liga | 40:81  | 40   | 15    |
| 1994/95 | 2. Liga | 108:51 | 73   | 02    |
| 1995/96 | 2. Liga | 116:34 | 76   | 02    |
| 1996/97 | 2. Liga | 111:24 | 79   | 01    |
| 1997/98 | 1. Liga | 54:87  | 38   | 16    |
| 1998/99 | 1. Liga | 43:60  | 34   | 13    |
| 1999/00 | 1. Liga | 37:65  | 29   | 15    |
| 2000/01 | 1. Liga | 42:36  | 49   | 10    |
| 2001/02 | 1. Liga | 47:76  | 28   | 17    |
| 2002/03 | 1. Liga | 40:68  | 35   | 13    |
| 2003/04 | 1. Liga | 40:23  | 62   | 04    |

| Saison  | Liga    | Tore  | Pkt. | Platz |
| ------- | ------- | ----- | ---- | ----- |
| 2004/05 | 1. Liga | 50:28 | 63   | 04    |
| 2005/06 | 1. Liga | 49:36 | 50   | 08    |
| 2006/07 | 1. Liga | 49:46 | 39   | 10    |
| 2007/08 | 1. Liga | 61:59 | 47   | 08    |
| 2008/09 | 1. Liga | 53:39 | 55   | 07    |
| 2009/10 | 1. Liga | 43:47 | 44   | 12    |
| 2010/11 | 1. Liga | 30:77 | 19   | 12    |
| 2011/12 | 2. Liga | 58:43 | 52   | 03    |
| 2012/13 | 2. Liga | 63:35 | 47   | 04    |
| 2013/14 | 2. Liga | 59:37 | 55   | 04    |
| 2014/15 | 2. Liga | 69:32 | 63   | 02    |
| 2015/16 | 1. Liga | 27:57 | 21   | 12    |

## Europapokalbilanz
| Saison  | Wettbewerb                    | Runde                  | Gegner           | Gesamt          | Hin     | Rück          |
| ------- | ----------------------------- | ---------------------- | ---------------- | --------------- | ------- | ------------- |
| 2004/05 | UEFA-Pokal                    | 1. Qualifikationsrunde | FH Hafnarfjörður | 1:4             | 0:1 (H) | 1:3 (A)       |
| 2023/24 | UEFA Europa Conference League | 1. Qualifikationsrunde | KF Shkëndija     | 1:1 (3:2 i. E.) | 0:1 (A) | 1:0 (H) n. V. |
| 2023/24 | UEFA Europa Conference League | 2. Qualifikationsrunde | B36 Tórshavn     | 2:3             | 1:2 (A) | 1:1 n. V. (H) |
| 2025/26 | UEFA Conference League        | 1. Qualifikationsrunde | FC Floriana      | 3:5             | 1:2 (A) | 2:3 (H)       |

Gesamtbilanz: 8 Spiele, 1 Sieg, 1 Unentschieden, 6 Niederlagen, 7:13 Tore (Tordifferenz −6)